# 齊式
齊式（？年—？年），字？，滿洲鑲黃旗人，乾隆十二年（1747年）丁卯科舉人，乾隆四十四年（1779年）任四川鄰水縣知縣，歷任巴縣知縣、乾隆四十二年（1777年）二月任江津縣知縣、定遠縣知縣。